# Impatiens morsei
Impatiens morsei är en balsaminväxtart som beskrevs av Joseph Dalton Hooker. Impatiens morsei ingår i släktet balsaminer, och familjen balsaminväxter. Inga underarter finns listade i Catalogue of Life.